# Anna Jadowska
Anna Jadowska (ur. 15 czerwca 1973 w Oleśnicy) – polska reżyserka, scenarzystka i scenografka.
Jest absolwentką Filologii Polskiej na Uniwersytecie Wrocławskim, a w 2004 roku ukończyła studia na Wydziale Reżyserii w PWSFTviT w Łodzi. Pracowała w polskim Radiu Wrocław.

## Filmografia
reżyser
- Dotknij mnie (2003)
- Korytarz (2004)
- Teraz ja (2005)
- Królowie śródmieścia (serial telewizyjny) (2006)
- Generał (2008)
- Generał – zamach na Gibraltarze (2009)
- Churchills Verrat an Polen (film dokumentalny) (2011)
- Z miłości (2011)
- Trzy kobiety (film dokumentalny) (2013)
- Dzieciaki (serial telewizyjny) (2013)
- Uwikłani (serial telewizyjny; odcinki 2, 5 i 6) (2015)
- Dzikie róże (2017)
- Kobieta na dachu (2022)

scenarzystka
- Dotknij mnie (2003)
- Korytarz (2004)
- Teraz ja (2005)
- Generał (2008)
- Dzikie róże (2017)
- Kobieta na dachu (2022)

scenografka
- Dotknij mnie (2003)